# Galaxioidea
Super-famille
Les Galaxioidea sont une super-famille de poissons téléostéens.

## Liste des familles
Selon ITIS (19 mars 2020) :
- famille Galaxiidae Müller, 1844
- famille Lepidogalaxiidae Rosen, 1974
- famille Retropinnidae Gill, 1862